# Gompholobium aristatum
Gompholobium aristatum är en ärtväxtart som beskrevs av George Bentham. Gompholobium aristatum ingår i släktet Gompholobium och familjen ärtväxter. Inga underarter finns listade i Catalogue of Life.